# Dvor (Šmartno pri Litiji)
Dvor is een plaats in Slovenië en maakt deel uit van de gemeente Šmartno pri Litiji in de NUTS-3-regio Osrednjeslovenska.